# 欧韦尔圣乔治
欧韦尔圣乔治（法語：Auvers-Saint-Georges，法語發音：[ovɛʁ sɛ̃ ʒɔʁʒ] ⓘ）是法国法兰西岛大区埃松省的一个市镇，位于该省中部，属于埃唐普区。

## 地理
欧韦尔圣乔治（48°29'33"N, 2°13'9"E）面积12.99 平方千米，位于法国法蘭西島大區埃松省，该省份为法国北部内陆省份，北起上塞纳省和马恩河谷省，西接厄尔-卢瓦省和伊夫林省，南至卢瓦雷省，东临塞纳-马恩省。
与欧韦尔圣乔治接壤的市镇（或旧市镇、城区）包括：瑞讷河畔让维尔、布维尔、沙马朗德、埃特雷希、莫里尼-尚皮尼、上欧韦尔新城。
欧韦尔圣乔治的时区为UTC+01:00、UTC+02:00（夏令时）。

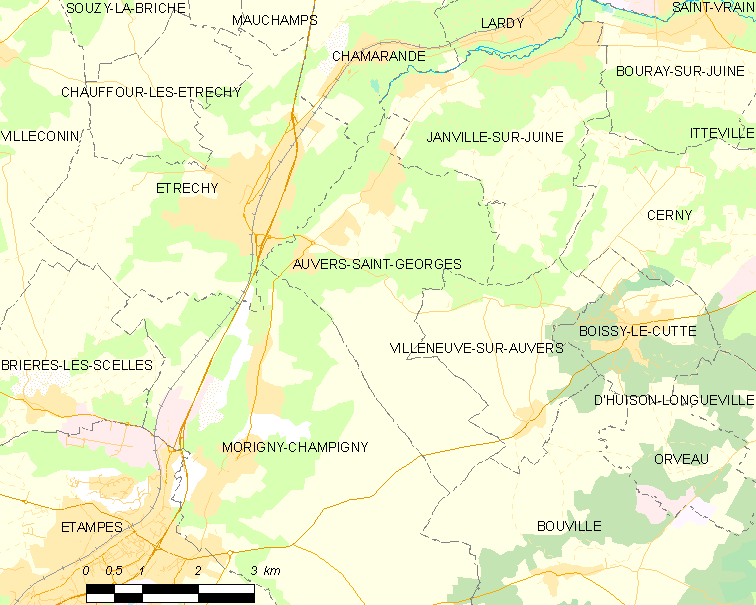
欧韦尔圣乔治的OSM定位图

## 行政
欧韦尔圣乔治的邮政编码为91580，INSEE市镇编码为91038。

## 政治
欧韦尔圣乔治所属的省级选区为埃唐普县。

## 人口

1962-2008年间欧韦尔圣乔治人口变化图示

欧韦尔圣乔治于2022年1月1日时的人口数量为1250人。